# Gerra adrasta
Gerra adrasta är en fjärilsart som beskrevs av Druce 1889. Gerra adrasta ingår i släktet Gerra och familjen nattflyn. Inga underarter finns listade i Catalogue of Life.